# Józef Kowalski (generał)
Józef Kowalski (ur. 4 marca 1925 w Zygmuntowie k. Sochaczewa, zm. 13 października 1993 w Warszawie) – generał brygady, pilot LWP, wieloletni komendant Wyższej Oficerskiej Szkoły Lotniczej w Dęblinie (1963–1981), poseł na Sejm PRL VII kadencji (1976–1980), prezes Polskich Linii Lotniczych LOT (1981–1986)

## Życiorys

### 1925–1945
Syn Rocha i Anastazji z domu Błaszczyk. Do 1939 skończył 7 klas szkoły powszechnej. W 1941 został schwytany przez niemiecką żandarmerię i wywieziony na roboty przymusowe do Berlina, skąd udało mu się zbiec. Od września 1942 walczył w oddziale GL im. Kazimierza Pułaskiego działającym w okolicach Sochaczewa i Warszawy. Zagrożony aresztowaniem przeniósł się w maju 1944 do Warszawy. Nie wziął udziału w powstaniu warszawskim, 9 sierpnia został ewakuowany z ludnością cywilną do Wrocławia. Udało mu się uciec, ale szybko został aresztowany i uwięziony w Ostrowie Wielkopolskim, skąd 30 sierpnia został przeniesiony do więzienia w Radogoszczu. Został z niego przeniesiony do obozu pracy karnej w Sikawie, skąd zdołał zbiec 1 września 1944. 21 stycznia 1945 wstąpił do UB. W tym samym miesiącu został także członkiem Polskiej Partii Robotniczej. Do 31 grudnia 1945 był funkcjonariuszem PUBP w Sochaczewie. Odszedł ze służby na własną prośbę i wyjechał na Ziemie Odzyskane.

### 1945–1956
Od lutego 1946 uczył się w szkole technicznej w Jeleniej Górze. 20 sierpnia został powołany do odbycia służby wojskowej, otrzymał przydział do 4 Batalionu Obsługi Lotnisk, skąd 10 stycznia 1947 został przeniesiony do 3 Pułku Lotnictwa Myśliwskiego w Gdyni-Babich Dołach. 25 stycznia 1948 rozpoczął naukę w Oficerskiej Szkole Lotniczej w Dęblinie, którą ukończył 5 września i pozostał w niej jako pilot-instruktor. 27 lutego 1951 został dowódcą klucza w eskadrze szkolnej, 17 lipca został mianowany pomocnikiem dowódcy eskadry do spraw wyszkolenia podstawowego w Radzyniu Podlaskim. 22 lutego 1952 powrócił do 3 Pułku Lotnictwa Myśliwskiego na stanowisko dowódcy eskadry. 9 września został przeniesiony do Oficerskiej Szkole Lotniczej nr 5 w Radomiu na stanowisko dowódcy szkolnej eskadry pilotów myśliwskich. 24 grudnia 1953 objął stanowisko dowódcy szkolnej eskadry pilotażu na samolotach tłokowych, a 13 kwietnia 1955 stanowisko dowódcy eskadry szkolenia przejściowego. 29 października 1955 został wyznaczony na stanowisko zastępcy komendanta do spraw pilotażu w OSL.

### 1956–1993

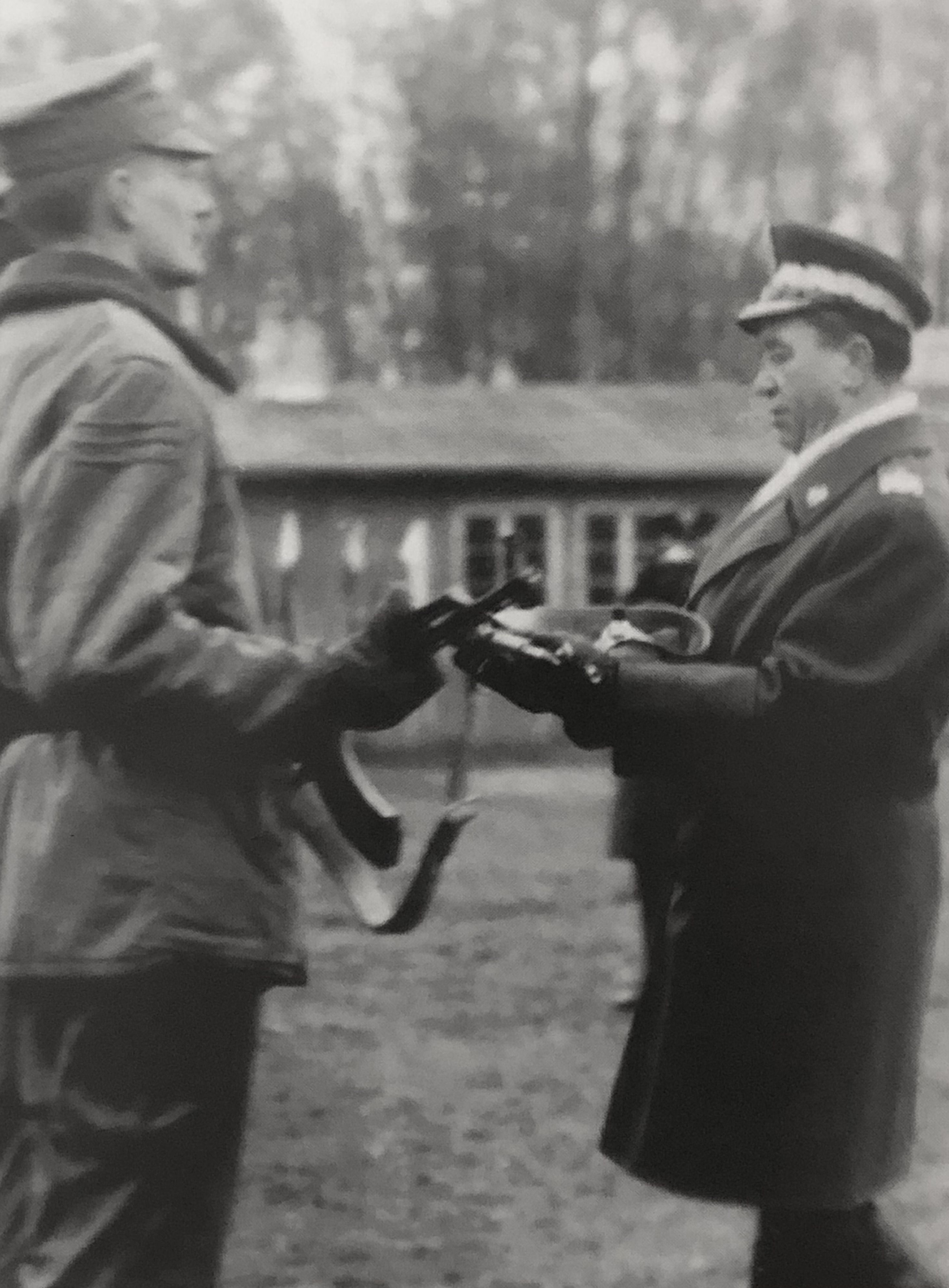
Komendant Wyższej Oficerskiej Szkoły Lotniczej gen. bryg. pil. Józef Kowalski wręcza broń podchorążemu pierwszego roku studiów, 1974

W 1958 zdał egzamin maturalny w Liceum Ogólnokształcącym dla Pracujących nr 89 w Nowym Mieście nad Pilicą. 28 lutego 1958 objął stanowisko dowódcy 61 Pułku Szkolno-Bojowego w Nowym Mieście nad Pilicą. 31 sierpnia 1961 ukończył Wyższy Kurs Doskonalenia Oficerów przy Akademii Sztabu Generalnego w Rembertowie. 7 sierpnia 1962 został mianowany zastępcą komendanta Oficerskiej Szkoły Lotniczej im. Janka Krasickiego w Dęblinie. Również w tym roku rozpoczął zaoczne studia na Wydziale Prawa Uniwersytetu Warszawskiego, gdzie w 1967 obronił pracę magisterską pt. Koncepcje polityczne Romana Dmowskiego. 23 czerwca 1969 na Uniwersytecie Marii Curie-Skłodowskiej w Lublinie uzyskał stopień doktora nauk humanistycznych po obronie rozprawy pt. Zagadnienia wpływu pochodzenia społecznego, wieku i typu ukończonej szkoły średniej na postępy szkolenia wojskowego. W październiku 1969 został mianowany generałem brygady, nominację wręczył mu w Belwederze przewodniczący Rady Państwa PRL Marian Spychalski. 
Oficerska Szkoła Lotnicza pod jego kierownictwem przekształciła się w 1968 w Wyższą Oficerską Szkołę Lotniczą im. Jana Krasickiego. Na terenie szkoły zostały zbudowane nowoczesne obiekty lotniskowe i szkoleniowe, osiedla mieszkaniowe oraz ośrodki rekreacyjno-sportowe i kulturalne. Dzięki jego staraniom przy WOSL utworzono filię Wydziału Pedagogicznego UMSC, co przyczyniło się do podwyższenia kwalifikacji zawodowych kadry dydaktycznej i instruktorskiej. W 1972 powstało przy WOSL Ogólnokształcące Liceum Lotnicze im. Franciszka Żwirki i Stanisława Wigury w Dęblinie kształcące kandydatów do studiów w WOSL. Za jego kadencji na osiedlu Lotnisko powstała Szkoła Podstawowa nr 4 im. Bohaterów Lotnictwa Polskiego, został zrewitalizowany dębliński zespół pałacowy i przylegający do niego park. Przyczynił się do nawiązania współpracy z państwami zachodnimi, dzięki jego staraniom dęblińską szkołę wizytowali przedstawiciele francuskiej szkoły lotniczej Salon de Provence.
29 października 1971 ukończył Kurs Dowódczo-Sztabowy przy Wojskowej Akademii Lotniczej im. Jurija Gagarina w Monino. W lipcu 1976, w systemie zaocznym, ukończył Akademię Sztabu Generalnego im. gen. broni Karola Świerczewskiego w Warszawie.
W 1974 na podstawie przedłożonego dorobku naukowego i rozprawy nt. Ocena prognostyczności metod badań psychologicznych kandydatów i podchorążych WOSL w świetle wyników kształcenia został doktorem habilitowanym na UMSC. Od 1976 do 1980 pełnił mandat posła na Sejm PRL VII kadencji z ramienia Polskiej Zjednoczonej Partii Robotniczej w okręgu Puławy. 12 sierpnia 1981 został urlopowany z wojska i mianowany prezesem Polskich Linii Lotniczych LOT, pełnił tę funkcję do 10 listopada 1986. W grudniu 1987 pożegnany przez ministra obrony narodowej gen. armii Floriana Siwickiego w związku z zakończeniem zawodowej służby wojskowej i w maju 1988 przeniesiony w stan spoczynku. W latach 1988–1990 był członkiem Rady Ochrony Pamięci Walk i Męczeństwa.
Został uhonorowany nadaniem mu tytułu Honorowego Obywatela Miasta Dęblina, jedna z dęblińskich ulic została nazwana jego nazwiskiem. 1 grudnia 2020 Instytut Pamięci Narodowej zwrócił się do Lubelskiego Urzędu Wojewódzkiego o zmianę tej nazwy jako niezgodnej z Ustawą z dnia 1 kwietnia 2016 o zakazie propagowania komunizmu
Został pochowany na Powązkach Wojskowych w Warszawie (kwatera BII-13-7). 

## Życie prywatne
W 1952 w Radzyniu Podlaskim zawarł związek małżeński z Mieczysławą Woźniak. Był ojcem dwóch synów: Krzysztofa Wojciecha (ur. 1952) i Lecha (ur. 1954).

## Odznaczenia
- Order Sztandaru Pracy II klasy (1983)
- Krzyż Komandorski Orderu Odrodzenia Polski (1973)[15]
- Krzyż Oficerski Orderu Odrodzenia Polski (1968)
- Krzyż Kawalerski Orderu Odrodzenia Polski (1963)
- Krzyż Walecznych (1972)
- Złoty Krzyż Zasługi (1959)
- Srebrny Krzyż Zasługi (1951)
- Krzyż Partyzancki (1964)
- Medal 10-lecia Polski Ludowej
- Medal 30-lecia Polski Ludowej
- Medal 40-lecia Polski Ludowej
- Medal Komisji Edukacji Narodowej (1973)
- Złoty Medal „Siły Zbrojne w Służbie Ojczyzny”
- Srebrny Medal Siły Zbrojne w Służbie Ojczyzny
- Brązowy Medal Siły Zbrojne w Służbie Ojczyzny
- Złoty Medal „Za zasługi dla obronności kraju”
- Srebrny Medal „Za zasługi dla obronności kraju”
- Brązowy Medal „Za zasługi dla obronności kraju”
- Złota Odznaka „Zasłużony Działacz Kultury Fizycznej” (1968)[16]
- Zasłużony Pilot Wojskowy PRL
- Odznaka „Za Zasługi dla ZBoWiD” (1974)[17]
- Pamiątkowa odznaka XX-lecia Oficerskiej Szkoły Lotniczej (1965)
- Order Czerwonego Sztandaru (ZSRR) (1973)